# Negayan coccinea
Negayan coccinea är en spindelart som först beskrevs av Cândido Firmino de Mello-Leitão 1943. 
Negayan coccinea ingår i släktet Negayan och familjen spökspindlar. Inga underarter finns listade i Catalogue of Life.